# Union Technique de l’Electricité
Die UTE - Union Technique de l’Electricité (Vereinigung Elektrotechnik) ist ein französisches Normengremium. Die gemeinnützige Einrichtung ist Gründungsmitglied von CENELEC und IEC.

## Aufgaben
Die UTE ist vergleichbar der Deutschen Kommission Elektrotechnik Elektronik Informationstechnik (DKE). Ebenso wie bei dieser wurde der Name erweitert auf Union technique de l'électricité et de la communication (Vereinigung Elektrotechnik und Nachrichtentechnik) um auf das erweiterte Aufgabenspektrum zu verweisen, ohne dass sich die Abkürzung änderte. Die etwa 3000 Experten sind tätig in den Bereichen Elektronik, Elektrotechnik, Automation und Kommunikation (Telefonie und Datenfernübertragung).

## Geschichte
Die Geschichte geht auf die erste Internationale Elektrizitätsausstellung 1881 in Paris zurück, die zusammen mit dem Internationalen Elektrizitätskongress ebenda stattfand. Nachfolgend wurde 1883 die Société Internationale des Electriciens gegründet. 1904 wird diese beauftragt, eine internationale Kommission zur Vereinheitlichung der Normen zu gründen. Dies erfolgte am 17. Juni 1906 in London als Internationale Elektrotechnische Kommission (IEC).
Infolge der Gründung der IEC wird die Einrichtung eines französischen Normenkontrollgremiums (Système Français de Normalisation) notwendig. Eine Reihe von Partnerorganisationen gründen dazu im Sommer 1906 die Comité Electrotechnique Français (CEF - Französische Kommission Elektrotechnik). Anfang 1907 treffen sich die Verbände der Syndicat Professionnel des Industries Electriques (SPIE - Berufsverband der Elektroindustrie) und der Syndicat Professionnel des Usines d’Electricité (Berufsverband der Elektrizitätswerke) um einen gemeinsamen Spitzenverband zu schaffen - dieser Union des Syndicats de l’Electricité (USE - Verbandsvereinigung Elektrizität / Gesamtverband Elektrotechnik) wurde am 9. April 1907 in Nanterre gegründet. Dies zählt als Gründungsdatum der UTE, denn anschließend wird die USE am 16. Juli 1907 als staatliches Normungsgremium anerkannt und richtet ein Normungsbüro in Paris ein (vergleichbar der Einrichtung eines Normenausschuß beim Deutschen Institut für Normung).
1947 wird die USE umbenannt in UTE, Union Technique de l’Electricité (Vereinigung Elektrotechnik).